# Воткінськ

Во́ткінськ (рос. Во́ткинск, удм. Во́тка) — місто, міський округ і адміністративний центр Воткінського району (не входить до складу району), республіка Удмуртія, Російська Федерація. Розташований на річці Вотка, правій притоці річки Сіва.

## Географія
Місто розташоване в Прикам'ї, на обох берегах річки Вотка, правої притока Сіви, за 55 км на північний схід від Іжевська. На річці Вотка збудовано велике Воткінське водосховище для водопостачання Воткінського заводу.
Місто, як і вся Удмуртія, знаходиться в Московському часовому поясі Moscow Time Zone (MSK/MSD). Зміщення відносно UTC становить +3:00 взимку та +4:00 влітку.

## Історія

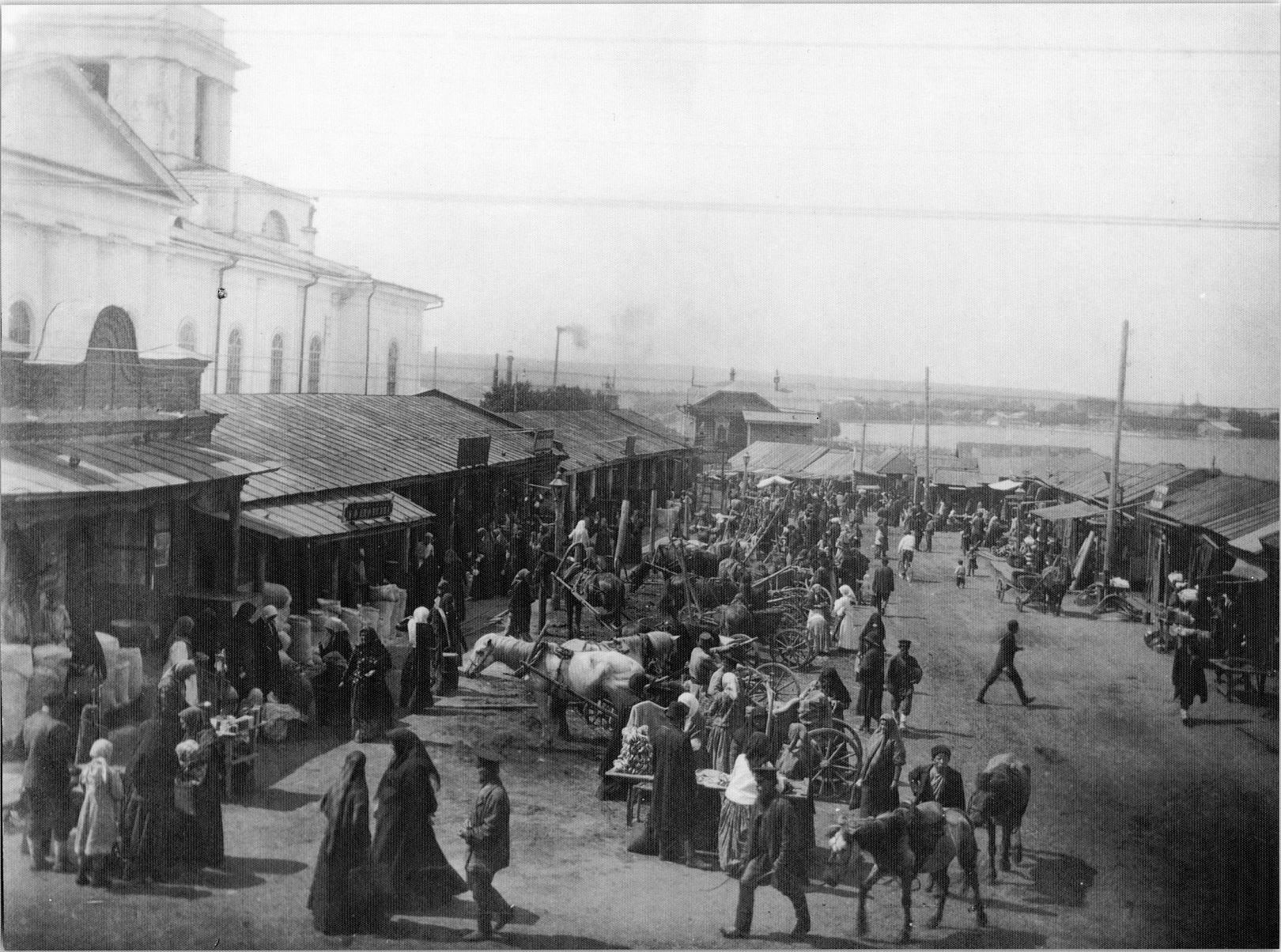
Базарна площа початку XX століття

Перше поселення на місці сучасного міста було так зване Воткінське городище, яке датується III—V століттями і відноситься до мазунинської археологічної культури.
Саме ж місто було засноване в 1757 році як селище при будівництві Воткінського залізоробного заводу, але в історії зустрічається дата пуску заводу — 1759 рік, і саме її вважають датою заснування міста. До 1796 року селище перебувало в складі В'ятської провінції Казанської губернії, до 1921 року — в Сарапульському повіті В'ятської губернії, до 1923 року — в Сарапульському повіті Пермського краю, до 1934 року — спочатку в Уральській, пізніше у Свердловській області. В 1935 році Воткінськ стає містом Кіровського краю, а з 1936 року — Кіровської області. 1937 року місто було передане до складу Удмуртської АРСР.

## Населення
Населення міста становить 96861 особа (2010; 96900 в 2009).

## Економіка
Основне підприємство міста — ВАТ «Воткінський завод», який займається випуском ракетної техніки, у тому числі міжконтинентальних балістичних ракет «Тополь-М» і «Булава», нафтогазове обладнання, верстати, побутову техніку та інші товари. Окрім цього в місті працюють заводи газової апаратури, радіотехнологічного обладнання (ТОВ «Техновек» та ЗАТ «Технологія»), підприємства з виробництва будівельних матеріалів (ТОВ «Стройкераміка» та ЗАТ «Базальтове волокно»), підприємства харчової промисловості (молочний завод, харчовий комбінат, завод пивобезалкогольних напоїв, м'ясокомбінат, птахофабрика). Серед будівничих фірм провідне місце займає ТОВ «Мастер». В останні роки розвиток промислового виробництва в місті відмічається створенням високотехнологічних виробництв з використанням іноземного капіталу та спеціалістів. Прикладом такої співпраці є створення російсько-польського підприємства «Вектор» на базі колишнього заводу радіотехнологічного обладнання, яке займається випуском промислового електрообладнання.
У місті знаходиться кінцева залізнична станція на лінії Іжевськ-Воткінськ. Своєрідною цікавинкою до 2004 року була залізнична гілка до села Беркути, одна з небагатьох відомчих залізниць Росії з пасажирським рухом. На сьогодні вона не функціонує та майже повністю розібрана.

## Соціальна сфера

### Освіта
У місті знаходиться більше десятка середніх загальноосвітніх шкіл. У 90-х роках їх було більше (близько 20), тепер на території колишньої школи № 20 розташовується філія УДГУ. З вищих навчальних закладів також є філія ІжГТУ і недержавний Східно-Європейський Університет. Хоча, багато молоді їде у великі міста, такі як: Іжевськ, Перм, Казань, Москва, Санкт-Петербург.
Оскільки містоутворюючим підприємством є Стрийський завод, то в місті більше затребувані технічні спеціальності. Так при заводі ще в 1907 році було відкрито одне з найстаріших професійних середніх закладів на Уралі Воткінський машинобудівний технікум. Його по праву називають кузнею кадрів для місцевого заводу, майже все керівництво починало своє навчання саме в цьому закладі. Серед місцевого населення вважалося престижним одержати освіту саме там.
- Філія Іжевського державного технічного університету
- Філія Удмуртського державного університету

### Культура
Культурним центром міста є Палац культури «Ювілейний».

## Відомі люди
У місті народився і провів перші 8 років свого життя Петро Ілліч Чайковський. Ряд своїх творів композитор створив переживаючи свої дитячі враження від природи рідного краю. Щорічно у Воткінську проводиться традиційний травневий Музичний фестиваль П. І. Чайковського.
У місті також народились:
- Аншаков Борис Якович — російський філолог, заслужений діяч культури Удмуртської АРСР
- Крижопольський Альберт Мошкович (* 1942) — художник-проектант. Лауреат Державної премії УРСР (1983)[3].